# Ciclone Ernie
O ciclone tropical severo Ernie foi um dos ciclones tropicais de fortalecimento mais rápido já registrado. Ernie foi o primeiro da categoria 5 ciclone tropical severo na região australiana desde o ciclone Marcia em 2015, e também o ciclone tropical mais forte na região australiana desde o ciclone Ita em 2014. Ernie evoluiu de uma baixa tropical para um ciclone ao sul da Indonésia, no nordeste do Oceano Índico, em 6 de abril de 2017, e passou a se intensificar extremamente rapidamente para um ciclone tropical severo de categoria 5. Alguns dias depois, em 10 de abril, o sistema foi rebaixado abaixo da intensidade do ciclone após um período de rápido enfraquecimento (embora não tão rápido quanto a sua intensificação), localizado a sudoeste de sua posição original. Ernie não teve impactos conhecidos em nenhuma área de terra.

## História meteorológica
Em 5 de abril de 2017, o Bureau of Meteorology Australiano começou a monitorar uma baixa tropical em desenvolvimento localizada no nordeste do Oceano Índico, aproximadamente 710 km a leste da Ilha Christmas. O sistema vinha seguindo geralmente na direção oeste durante os dias anteriores como uma área fraca de baixa pressão, mas não era significativo o suficiente para justificar a emissão de alertas de ciclones tropicais. A baixa tropical seguiu para sudoeste ao longo do dia 5 de abril, antes de adotar um curso para sul-sudoeste durante a noite. Na manhã de 6 de abril, ventos fortes e fortes se desenvolveram no lado oeste do sistema. Apesar da existência desses ventos com força de ciclone, o Bureau of Meteorology ainda classificou a tempestade como uma baixa tropical porque eles não se estenderam mais do que a metade do sistema.
A tempestade continuou a sua tendência de intensificação constante e foi elevada a ciclone de categoria 1 na escala australiana de intensidade de ciclones tropicais às 12:00 UTC em 6 de abril. A tempestade recebeu o nome de Ernie - o sétimo ciclone tropical e a sexta tempestade nomeada da temporada de ciclones da região australiana de 2016-17. Essa intensificação para o status de categoria 1 e marcou o início de um período de intensificação explosiva com duração de cerca de 24-30 horas, que concluiu com Ernie sendo promovido a ciclone tropical severo de categoria 5 por volta das 12:00 UTC em 7 de abril. Ao fortalecer para a intensidade de categoria 5, o ciclone teve ventos sustentados de 10 minutos de 205 km/h, com rajadas de 285 km/h. Auxiliado por condições ambientais favoráveis, incluindo temperaturas da superfície do mar de 20-30 °C, o ciclone manteve a sua intensidade de categoria 5 para mais de 12 horas, enquanto ainda seguia para o sul-sudoeste. Ernie continuou a se intensificar gradualmente durante este tempo, atingindo o pico com ventos sustentados de 10 minutos de 220 km/h, rajadas para 315 km/h, e uma pressão central de 922 hPa (27,23 inHg ). A sua velocidade máxima sustentada do vento de um minuto de 260 km/h neste momento tornou a tempestade o equivalente a uma grande furacão de categoria inferior 5 na Escala de Vento de Furacões Saffir-Simpson (SSHWS).

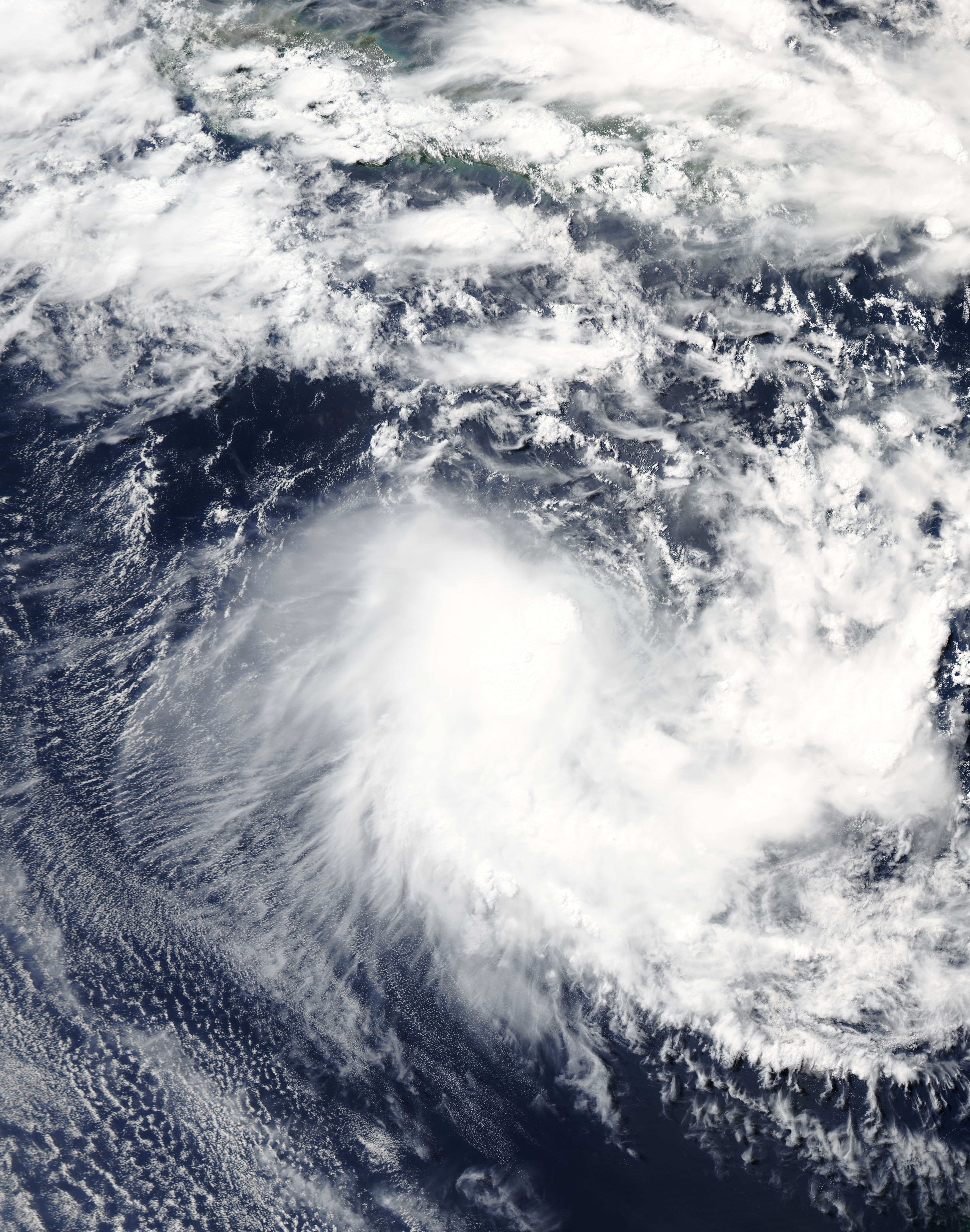
Ernie pouco antes de ser nomeado em 6 de abril

Logo depois, o sistema virou para oeste-sudoeste e encontrou um ambiente desfavorável de aumento do cisalhamento do vento, ar mais seco e temperaturas mais baixas da superfície do mar, que causaram o enfraquecimento de Ernie. A tempestade foi rebaixada para status de categoria 3 às 12:00 UTC em 8 de abril, cerca de um dia depois de atingir a intensidade de categoria 5. O declínio de força de Ernie foi interrompido, porém, quando o sistema começou a se intensificar novamente algumas horas depois, na manhã de 9 de abril, horário local. O período renovado de fortalecimento foi curto e escasso, no entanto, quando Ernie começou a enfraquecer novamente na tarde do mesmo dia, antes que pudesse recuperar o estado de categoria 4. O ciclone foi rebaixado abaixo do status de ciclone tropical severo para a intensidade de categoria 2 às 12:00 UTC em 9 de abril e depois para a intensidade de categoria 1 às 00:00 UTC no dia seguinte. Ernie enfraqueceu abaixo da intensidade do ciclone tropical às 06:00 UTC em 10 de abril, encerrando a sua curta mas significativa existência de 90 horas como um ciclone. Os vendavais persistiram nos quadrantes sul do sistema por várias horas, apesar de sua desclassificação, devido ao gradiente de pressão acentuado causado por um cume de alta pressão ao sul. O ex-ciclone tropical Ernie continuou a seguir para oeste-sudoeste e, posteriormente, em uma direção mais ao sul, até que os remanescentes do sistema se dissiparam quatro dias depois.

## Intensificação rápida
O ciclone tropical severo Ernie foi um ciclone particularmente notável devido à sua taxa de intensificação extremamente rápida. Na manhã de 6 de abril, quando ventos fortes estavam presentes no lado oeste da baixa tropical em desenvolvimento, a tempestade deveria permanecer relativamente fraca e atingir apenas uma intensidade de categoria marginal. 2 nas primeiras horas de 8 de abril, horário local. Após esse período, prevê-se que enfraqueça gradualmente enquanto segue para oeste-sudoeste. Com o passar do tempo, o sistema atingiu a intensidade de categoria 2 enquanto localizado 720 km a sudeste da Ilha Christmas, e a força máxima prevista de Ernie foi aumentada para Categoria 3.
Logo, desafiando até mesmo essa previsão de intensidade elevada, as condições ambientais tornaram-se quase perfeitas para Ernie se intensificar extremamente rapidamente e em alto grau. A tempestade se intensificou a uma ciclone tropical severo de categoria 4 às 06:00 UTC em 7 de abril, então atingiu o status de categoria 5 por volta das 12:00 UTC. A partir deste ponto, o ciclone continuou a se fortalecer ainda mais, porém em um ritmo bem menos frenético. No geral, o ciclone tropical severo Ernie se intensificou de uma baixa tropical para um ciclone tropical severo de categoria 5 em apenas 24–30 horas. O Bureau of Meteorology classificou este período de intensificação explosiva como 'extraordinário' no relatório de clima severo do ciclone.

## Impactos
Ao longo de sua existência, Ernie seguiu geralmente para o sul à medida que se intensificava e, em seguida, geralmente para oeste-sudoeste à medida que enfraquecia. Esta trilha levou o sistema a estar localizado a uma distância considerável de todas as áreas terrestres, incluindo bem a noroeste da Austrália Ocidental, bem a leste da Ilha Christmas e das Ilhas Cocos (Keeling) e bem ao sul da Indonésia. Consequentemente, Ernie não causou nenhum impacto conhecido na terra em termos de danos materiais, chuva forte ou ventos fortes e não foi retirado da lista de nomes usados pelo BOM.